# トマス・マキューン
トマス・マキューン（Thomas McKeown [məˈkjuːən]、1912年 - 1988年）は、イギリスの医学歴史家で社会医学（公衆衛生）の提唱者。『現代の人口増加』『医学の役割』『疾病の起源』の著者。

## 生涯
マキューンは、1930年代はオックスフォード大学にて爆発の生物学的影響を介した内分泌学の研究に取り組んだ。1945年バーミンガム社会医学の委員長となる。一方で胎児医学と先天的形成不全に、他方で社会と医学の関連に興味をもった。後者の研究では、ニーズに基づいた医療計画と「均衡のとれた病院社会」という概念を統合し、医学史に精通し、医学的介入が人間の健康状況に及ぼす影響を記した。
歴史家、公衆衛生に携わる者、そして医学の役割に関心のある者にとって、マキューンの名は、19世紀から20世紀に生じた総死亡率の改善における治療医学の役割というテーマの代名詞となっている。

## 主張
1955年から1988年に亡くなるまで、マキューンは18世紀から生じたイギリスや他の国における死亡率の低下と人口の増加の原因について、独自の考察を重ねた。マキューンの狙いは、医学の支持者の主張をくじけさせることにあった。彼の著書は、死亡率の低下における公衆衛生、特に19世紀後半の公衆衛生の改革と栄養の改善の役割についての、長期にわたる論争の種となった。
マキューンの主張は、健康の社会的決定要因を明らかにする一里塚である「ラロンド・レポート」に影響をもたらした。

## 論争
マキューンへの主張は臨床の医師や手術室の外科医の視点とはかけ離れている、という批判がある。またMedical History上でもマキューンの主張に対する論争が火花を散らした。

## 著書
- 現代社会における医療：医療の功績の評価に基づいた医療計画（Medicine in modern society: Medical planning based on evaluation of medical achievement, 1965年）
- 医学史と医療：展望についての討論会（Medical History and Medical Care: A symposium of perspectives, 1971年, ISBN 0197213626）
- 社会医学へのいざない（An introduction to social medicine, 1974年, ISBN 0632093102）
- 医学の役割：夢かまぼろしか（The Role of Medicine: Dream, Mirage, or Nemesis?, 1976年, ISBN 0631112618）
- 現代の人口増加（The modern rise of population, 1976年, ISBN 0124855504）
- 疾病の起源（The Origins of Human Disease, 1988年, ISBN 0631179380）

### 日本語訳書
- 酒井シヅ、田中靖夫共訳『病気の起源―貧しさ病と豊かさ病』朝倉書店（1992年, ISBN 4254300409）